# Diorama (banda)
Diorama es una banda alemana de synth pop y dark wave.

## Historia
Diorama se fundó en 1996 como un proyecto musical de Torben Wendt. Su música pronto fue admirada por Adrian Hates de Diary Of Dreams, así que rápido contó con el apoyo de este junto con el de Rainer Assman (famoso por sus trabajos con Killing Joke, DAF, Fad Gadget) para grabar su primer álbum, titulado Pale y editado en 1999.
En el año 2000, Felix Marc el cual mantenía amistad con Torben entró a la banda como teclista, vocalista y coproductor. Felix Marc es también conocido por su otra banda Frozen Plasma y por sus trabajos en solitario donde crea sonidos diferentes a los de Diorama pero igualmente enfocados en la música electrónica.
Her Liquid Arms, su segundo trabajo, fue lanzado en abril de 2001, su sonido, a pesar de contener ritmos más fuertes o un sonido menos etéreo al que podemos encontrar en Pale, mantenía lo que es la esencia de la banda. El tema Advance, incluido en este trabajo se convirtió rápidamente en un éxito en las pistas de baile y la banda iba adquiriendo cada vez más popularidad.
Bernard Le Sigue se unió a la banda como bajista al año siguiente, con este nuevo miembro, Torben y Félix editaron el tercer trabajo de Diorama en octubre de 2002, titulado The Art Of Creating Confusing Spirits, los dos meses posteriores salieron de gira y después decidieron tomarse un descanso.
Llega el año 2005, tras el descanso mencionado, otro miembro más se incorpora a la banda, esta vez se trata de Sash Fiddle, el cual se encargaría de las guitarras del grupo. En abril de este mismo año sale a la luz el siguiente trabajo lleno de melancolía, Amaroid. Un trabajo con melodías cautivadoras combinadas con cálidos sonidos analógicos para el cual se unieron con VNV Nation en una gira para la presentación del mismo.
En octubre de ese mismo año, Diorama lanza otros dos trabajos más, el primero se trata de una reedición remasterizada, con una presentación retocada y tres canciones extra de su álbum debut Pale. El segundo se trata de RePale, un álbum de remixes de Pale, nuevas versiones e inéditas de la banda. La reedición de Pale es la actual versión disponible de este aunque aun pueda encontrarse la versión antigua en algunas tiendas. La banda continúo de gira por Alemania.
Bernard Le Sigue abandona Diorama a finales de 2006.
El 23 de febrero de 2007 la banda edita el sencillo Synthesize Me, un adelanto del siguiente trabajo, A Different Life, el cual salió cuatro semanas después. En este trabajo, Torben canta sobre la rebelión del individuo contra los principios impuestos y la degradación general de los verdaderos valores y virtudes de estos, haciendo una crítica a la sociedad superficial, desviada de lo que se supone según él, deberían ser los principales valores de un ser humano en la sociedad.
Cube, es el séptimo trabajo de Diorama, publicado el 19 de marzo de 2010. La figura de un cubo es el tema principal del álbum, según palabras de Torben, un espacio que sirve como forma de vida, donde se pasan etapas, un espacio que puede ser un refugio o una prisión. Este álbum llegó a una posición alta en los German Alternative Charts.
Los miembros de Diorama han colaborado o colaboran en otras bandas como Diary Of Dreams (en la cual Torben fue el teclista durante la gira del álbum One Of 18 Angels), Angels & Agony, Painbastard, Klangstabil o Frozen Plasma entre otros.

## Formación actual
- Torben Wendt (Letras, música, voces, teclados y percusión)
- Felix Marc (Coproducción, teclados, voces)
- Sash Fiddler (Guitarra)
- Marquess (Batería)

## Miembros anteriores
- Bernard Le Sigue (Bajista)

## Discografía
- Pale (1999)
- Her Liquid Arms (2001)
- The Art Of Creating Confusing Spirits (2003)
- Amaroid (2005)
- Re-Pale (2005)
- Pale (Reedición) (2005)
- A Different Life (2007)
- Cubed (2010)
- Even The Devil Doesn´t Care (2013)
- Zero Soldier Army (2016)

## Sencillos
- Device (2001).
- Synthesize me (2007).
- Child of Entertainment (2010).